# اورک سور لویر
اورک سور لویر (به فرانسوی: Aurec-sur-Loire) یک کمون در فرانسه است که در اوت-لوآر واقع شده‌است. اورک سور لویر ۲۲٫۴۴ کیلومتر مربع مساحت دارد ۴۳۲ متر بالاتر از سطح دریا واقع شده‌است.